# Proces se skupinou Milady Horákové
Proces se skupinou Milady Horákové, zvaný též proces s vedením záškodnického spiknutí proti republice se skupinou Dr. Milady Horákové či proces s Miladou Horákovou a spol., byl největší a nejvýznamnější vykonstruovaný politický monstrproces v komunistickém Československu. Proces probíhal od 31. května do 8. června 1950.

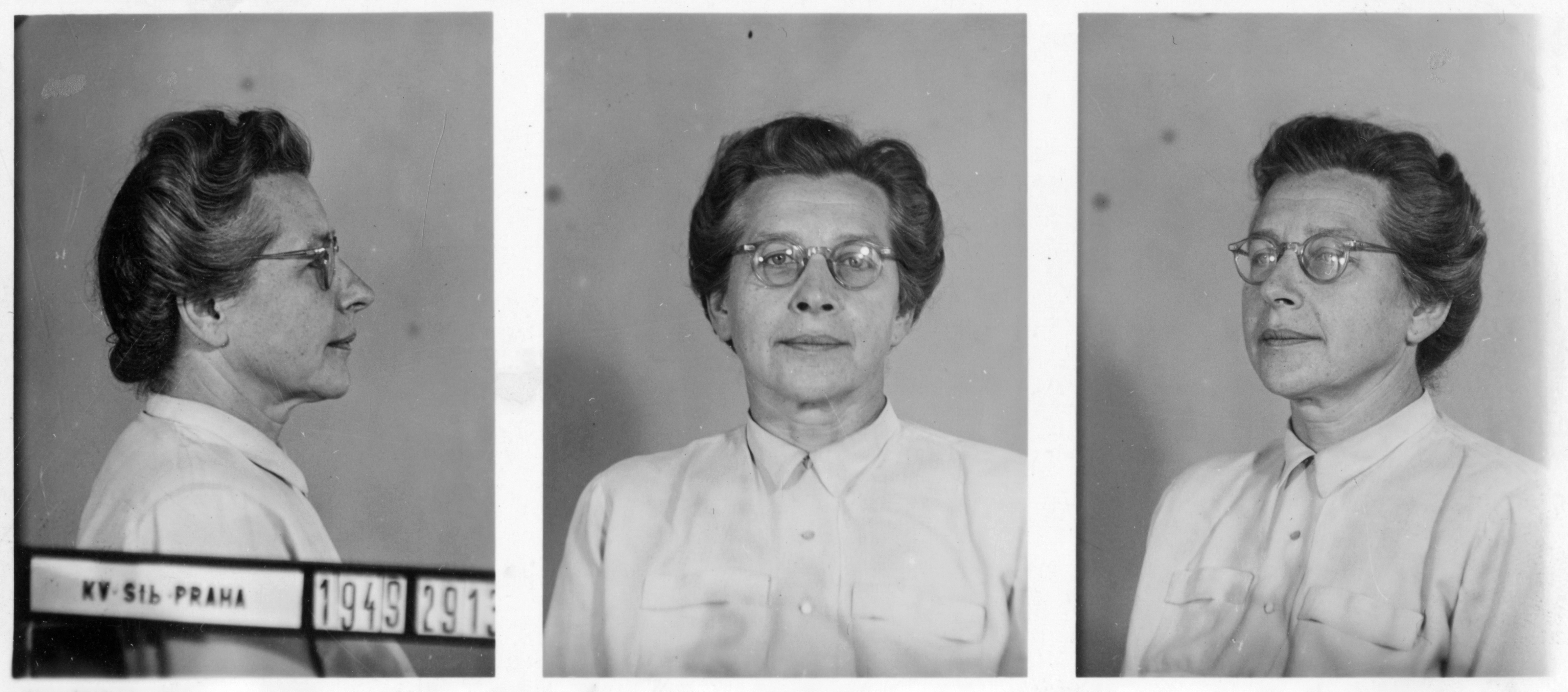
Vazební fotografie Milady Horákové (1949)

Proces je označován jako největší, protože na hlavní skupinu byly navázány desítky dalších následných procesů po celé republice a počet obžalovaných dosáhl čísla 639. Všechny tyto procesy tvořily dohromady jeden celek. Výsledkem hlavního procesu s Miladou Horákovou byly čtyři justiční vraždy. Včetně následných procesů však bylo uděleno celkem 10 trestů smrti, 48 doživotních trestů a další tresty odnětí svobody v souhrnné délce 7830 let. Byl to jediný ze stovek politických procesů z doby po únoru 1948, ve kterém byla k smrti odsouzena a následně opravdu popravena žena.
Již před procesem s Dr. Horákovou byly dne 5. listopadu 1949 vykonány rovněž tresty smrti nad představiteli skupin nestraníků Vratislavem Polesným, Vratislavem Jandou, Josefem Charvátem, Emanuelem Čančíkem, Květoslavem Prokešem a Jaroslavem Borkovcem, odsouzenými v souvislosti s přípravou údajného květnového protikomunistického povstání v roce 1949. Tato poprava byla první hromadnou justiční vraždou nového totalitního komunistického režimu a předznamenala, jak bude nastávající proces se skupinou Milady Horákové vypadat.
Byl to dále první velký politický proces, na jehož přípravě se velmi významně podíleli sovětští poradci (v tomto případě poradci Lichačev a Makarov). Poprvé v něm byly používány předem připravené scénáře výpovědí a režijní knihy soudního přelíčení.

## Příprava
Vlna politických procesů, zahájených po sovětském vzoru v zemích východního bloku, se nemohla vyhnout ani Československu. Kreml a sovětští poradci v Praze žádali „vzorový proces“, jenž by patřičně odstrašil všechny potenciální odpůrce režimu. Z mnoha různých variant byla nakonec jako hlava vymyšleného spiknutí vybrána poslankyně národně socialistické strany Milada Horáková. Příprava procesu probíhala zcela pod vlivem sovětských poradců, kteří mimo jiné zavedli i tzv. otázkové protokoly, jež dosud čs. Bezpečnost neznala, a prosadili i speciální přípravu obžalovaných, kteří se museli svá vystoupení před soudem donekonečna učit.

## Proces

### Průběh
Před Státním soudem stanulo 31. května 1950 třináct obžalovaných – osm bývalých funkcionářů strany národně socialistické (Horáková, Zemínová, Kleinerová, Buchal, Hejda, Nestával, Pecl, Přeučil), dva sociální demokraté (Peška, Dundr), dva funkcionáři strany lidové (Hostička, Křížek) a jeden obviněný z trockismu (Kalandra).
Žaloba je vinila z toho, že z nenávisti k lidově demokratickému režimu připravovali protistátní puč a různé teroristické akce, a to v žoldu špionážních služeb USA, Anglie, Francie a Jugoslávie.
Podle prokurátora měli obžalovaní kalkulovat s vypuknutím světové války a měli proto vědomě oslabovat obranu ČSR. Tato koncepce odpovídala Gottwaldovým slovům z listopadu 1948, podle nichž se „poražená reakce uchýlí k teroru, spiknutím a kalkulaci s válečným konfliktem“. Přes pečlivou přípravu procesu se však jeho průběh občas vymkl z režie organizátorů a alespoň někteří z obžalovaných (Horáková, Přeučil, Buchal, Kleinerová) se před soudem bránili a pokoušeli se vyvracet některá obvinění. Proces probíhal devět dní; každý den po ukončení jednání se scházeli pracovníci Bezpečnosti s prokurátorem a hodnotili průběh procesu, přičemž se snažili odhadnout chování obviněných v dalších dnech i reakce veřejnosti na proces.

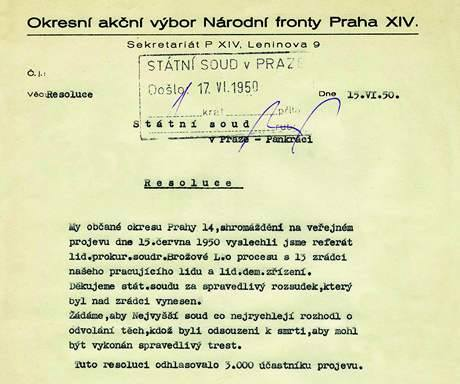
Dobová rezoluce občanů Prahy 14

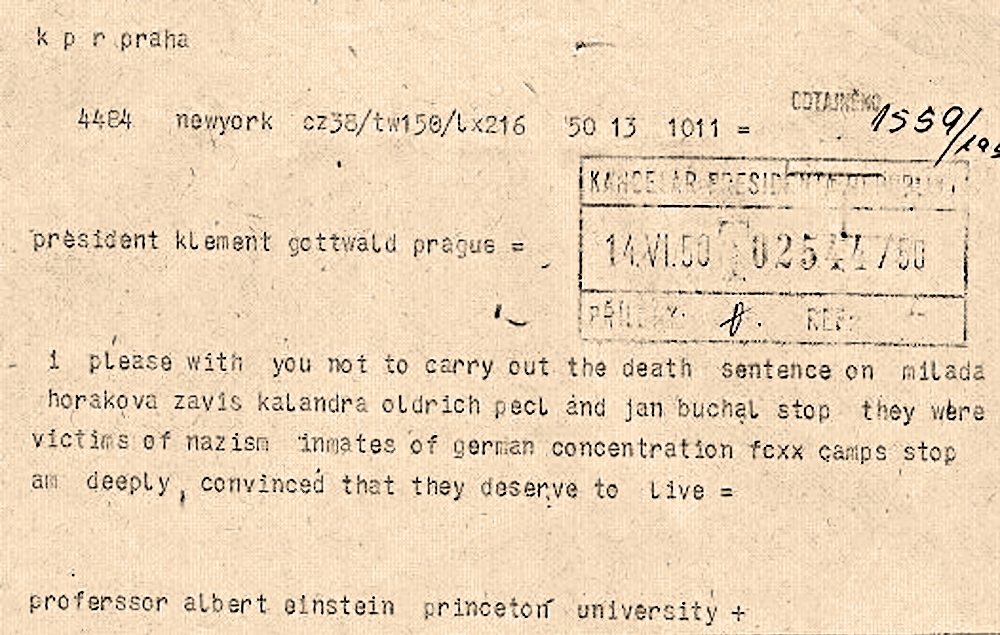
Einsteinův telegram žádající omilostnění odsouzených k hrdelním trestům

Proces byl totiž výjimečný i svým ohlasem. Po prvních třech dnech byl soud doslova zaplaven rezolucemi z továren, úřadů a obcí. Všechny volaly po přísném potrestání, většina po trestu smrti. Byl to důsledek instrukce aparátu strany, v níž mimo jiné stálo: „Široce podchyťte ohlas procesu. Nechť promluví hlas lidového hněvu. Připravte závodní schůze a projevy, na nichž náš lid řekne, že zesílí bdělost, že zvýší své pracovní úsilí, že zbytky rozvratné reakce rozdrtíme. V usneseních nechť je žádáno spravedlivé a přísné potrestání rozvratných zločinů.“ Občané této žádosti vyhověli (závodní výbory KSČ, výbory milicí KSČ, ale i některé uliční výbory). Soud obdržel na 6300 rezolucí, žádajících smrt a plných výrazů jako „zlotřilá chamraď“, „zavilí zločinci“, „krvaví psi“. Prokurátor Josef Urválek při soudním líčení: Tisíce projevů, které došly tomuto soudu ze všech vrstev tohoto národa vyjadřují nesmírný hněv našeho pracujícího lidu nad hanebnou činností žalovaných, vyjadřují však i také… (viz zvukový záznam z procesu). Do soudní síně tak vstoupil nový prvek – organizovaný hněv lidu. Komunisté měli v té době pevně v ruce veškerý tisk i sdělovací prostředky, nenávist byla šířena i ampliony obecního rozhlasu[zdroj?]. Záměrně zjitřené atmosféře pak odpovídaly i rozsudky, vynesené 8. června: čtyři obžalovaní – Horáková, Buchal, Pecl a Kalandra – byli odsouzeni k trestu smrti, další čtyři – Kleinerová, Nestával, Hejda a Přeučil – k doživotnímu vězení a zbylých pět k vězení od 15 do 28 let.
Ač se všichni odvolali, rozsudek byl potvrzen a neuspěla ani žádost o milost, kterou podali odsouzení k trestu smrti prezidentu Gottwaldovi. Sama Horáková podat žádost o milost odmítla, pokládala to za ponižující, souhlasila však, aby ji podal její advokát.[zdroj?] Přestože světová veřejnost včetně známých vědců (Albert Einstein, Bertrand Russell, John Desmond Bernal) a umělců protestovala, Gottwald milost neudělil a nechal tak popravit i ženu, matku šestnáctileté dcery. Rozsudek byl vykonán 27. června 1950.
Krátce poté se konaly tzv. následné procesy, které probíhaly i v dalších městech ČSR; v 35 procesech bylo souzeno 639 osob a uděleno 10 trestů smrti a 48 doživotních trestů.
Všech devět odsouzených k dlouholetým trestům strávilo ve vězení nejméně deset let; v roce 1960 byli po amnestii propuštěni F. Zemínová, A. Kleinerová a Z. Peška, roku 1962 J. Hejda a o rok později byli podmíněně propuštěni J. Nestával, F. Přeučil, B. Hostička a J. Křížek. V. Dundr zemřel ve vězení r. 1957.

### Obžalovaní a výše trestu

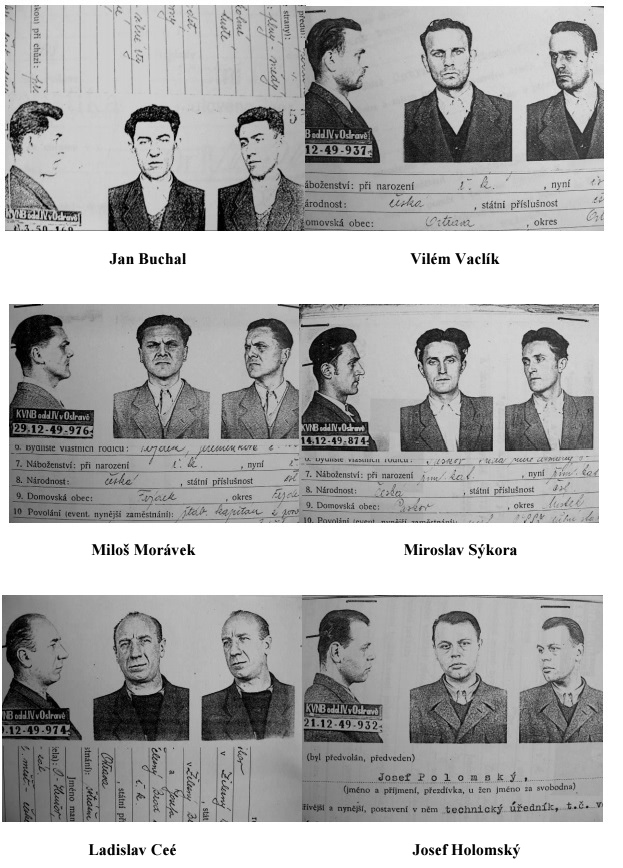
Buchalova skupina, ostravská „Sokolská revoluce“

- JUDr. Milada Horáková (1901), úřednice, bývalá poslankyně strany československých národních socialistů (trest smrti)
- Jan Buchal (1913), štábní strážmistr SNB (trest smrti)
- Vojtěch Dundr (1879), pensista, bývalý ústřední tajemník československé sociálně demokratické strany (15 let)
- JUDr. Jiří Hejda (1895), bývalý továrník (doživotí)
- JUDr. Bedřich Hostička (1914), tajemník Československé strany lidové (28 let)
- Záviš Kalandra (1902), novinář, filosof, marxistický kritik režimu (trest smrti)
- Antonie Kleinerová (1901), důchodkyně, bývalá poslankyně strany československých národních socialistů (doživotí)
- JUDr. Jiří Křížek (1895), advokát (22 let)
- JUDr. Josef Nestával (1900), úředník (doživotí)
- JUDr. Oldřich Pecl (1903), bývalý majitel dolů, právník (trest smrti)
- prof. JUDr. Zdeněk Peška (1900), univerzitní profesor (25 let)
- František Přeučil (1907), nakladatel (doživotí)
- Františka Zemínová (1882), redaktorka, poslankyně Československé strany národně socialistické (20 let)

### Soudci a prokurátoři
- Karel Trudák – předseda senátu
- JUDr. Josef Urválek – prokurátor
- JUDr. Juraj Vieska – prokurátor
- Jiří Kepák – prokurátor
- Antonín Havelka – dělnický prokurátor
- Ludmila Brožová-Polednová – dělnická prokurátorka

## Záznamy procesu
V roce 2025 byly veškeré záznamy z procesu zpřístupněny veřejnosti na internetu.

### Filmový záznam
Celý proces byl zaznamenán na filmové pásy a měl z něho vzniknout propagandistický film, k čemuž nakonec pro zcela zjevnou zfalšovanost procesu a statečnost obžalovaných – mimo jiné i Horákové – nedošlo. Promítán byl jen pečlivě vystříhaný materiál. Ignorovány byly projevy obhájců. Dodnes se podařilo objevit jen asi 9 hodin zvukového a 7 hodin filmového záznamu a stenografický přepis. O jeho rekonstrukci a prohlášení za národní kulturní památku usiluje filmový dokumentarista Martin Vadas.
Dochovaný fragment filmového záznamu byl promítán s průběžným komentářem historiků více než desetkrát.

### Zvukový záznam
Dění v soudní síni zaznamenával na magnetofonové pásy Československý rozhlas. Protože v roce 1950 ještě nevysílala televize, byly večerní rozhlasové reportáže (zkrácené a obsahově cenzurované) jedinou možností, jak proces sledovat. Podle dochovaných protokolů o tehdejším vysílání byly sestřihy zařazeny vždy kolem osmé hodiny večer po skončení Rozhlasových novin. V roce 2009 odvysílala dobové záznamy digitální stanice ČRo Leonardo.

## Odraz v kultuře

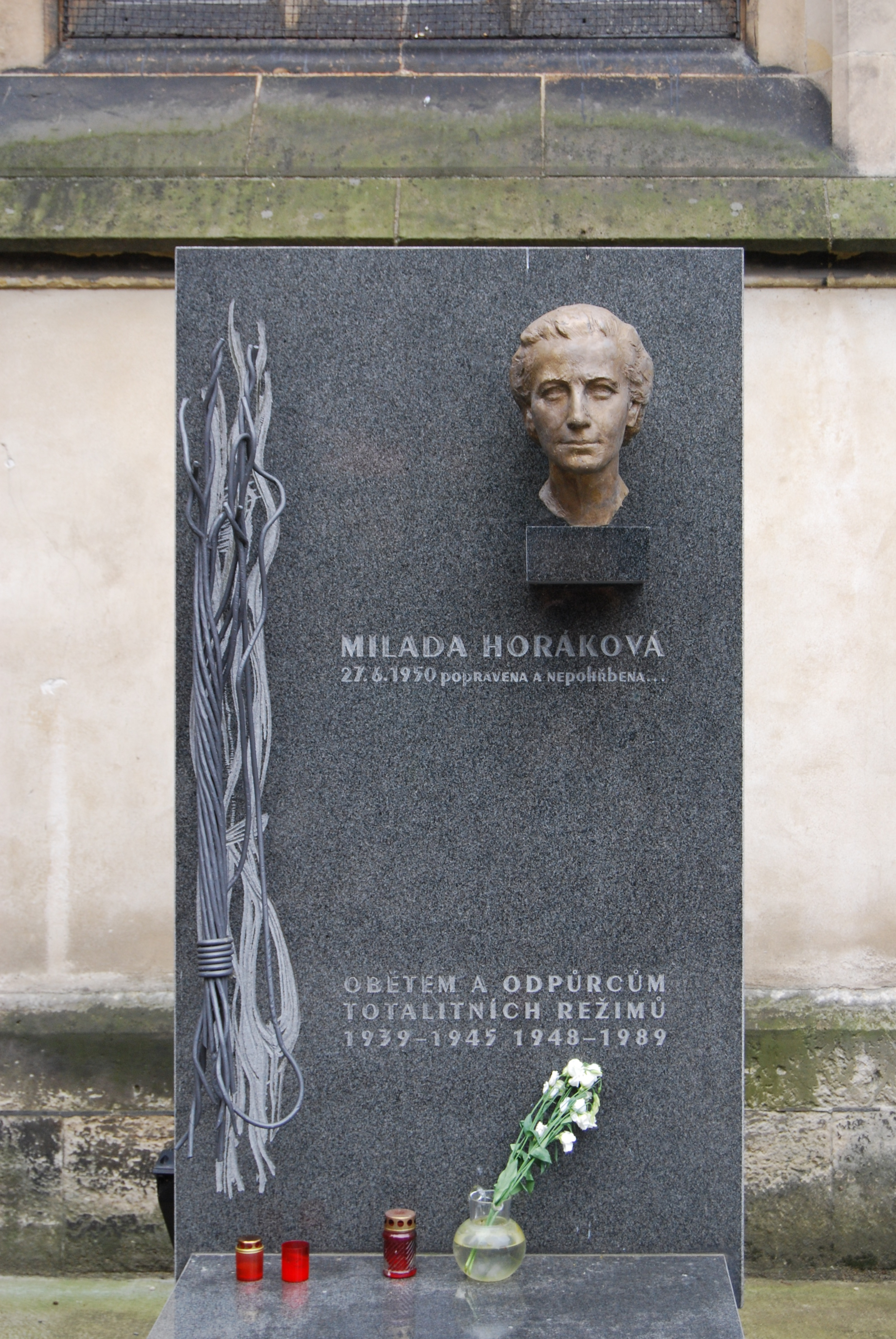
Symbolický hrob Milady Horákové na Vyšehradském hřbitově

### Televizní, filmové a divadelní pořady (výběr)
- Případ Dr. Horáková, Jan Mudra (ČSFR 1990), 80 minut.
- Příběhy železné opony 32. Případ Horák, Ján Novák (ČR 2006). Česká televize 30. 10. 2006, 13 minut.
- V zajetí železné opony 23. Sonety ze stínu šibenice (ČR 2007). Česká televize 18. 6. 2007, 12 minut. (Jiří Hejda)
- Neznámí hrdinové. To vám přijde draho! Viktor Heller, Roman Vávra (ČR 2008). Česká televize 10. 3. 2008, 25 minut.
- Zítra se bude... (divadlo, 2008). Opera Aleše Březiny a Jiřího Nekvasila, sestavená z citací dobových dokumentů a textů Pavla Kohouta, Jana Vodňanského a Jana Zábrany.[16]
  - Do samoty v tanci, Olga Sommerová (TV film, 2008). Česká televize 9. 4. 2009, 56m (dokument o vzniku opery Zítra se bude...[17])
  - Zítra se bude... (film, 2010). Záznam opery Aleše Březiny a Jiřího Nekvasila.[18]
- Proces H, Martin Vadas (ČR 2007–2009). Česká televize 31. 5.–9. 6. 2009, 10 × 52 minut.
- Dopisy z cely smrti, Marcel Petrov (ČR 2008). Česká televize 19. 6. 2009, 57 minut.
- Milada, film o Miladě Horákové a jejím procesu